# レドモンド (ワシントン州)

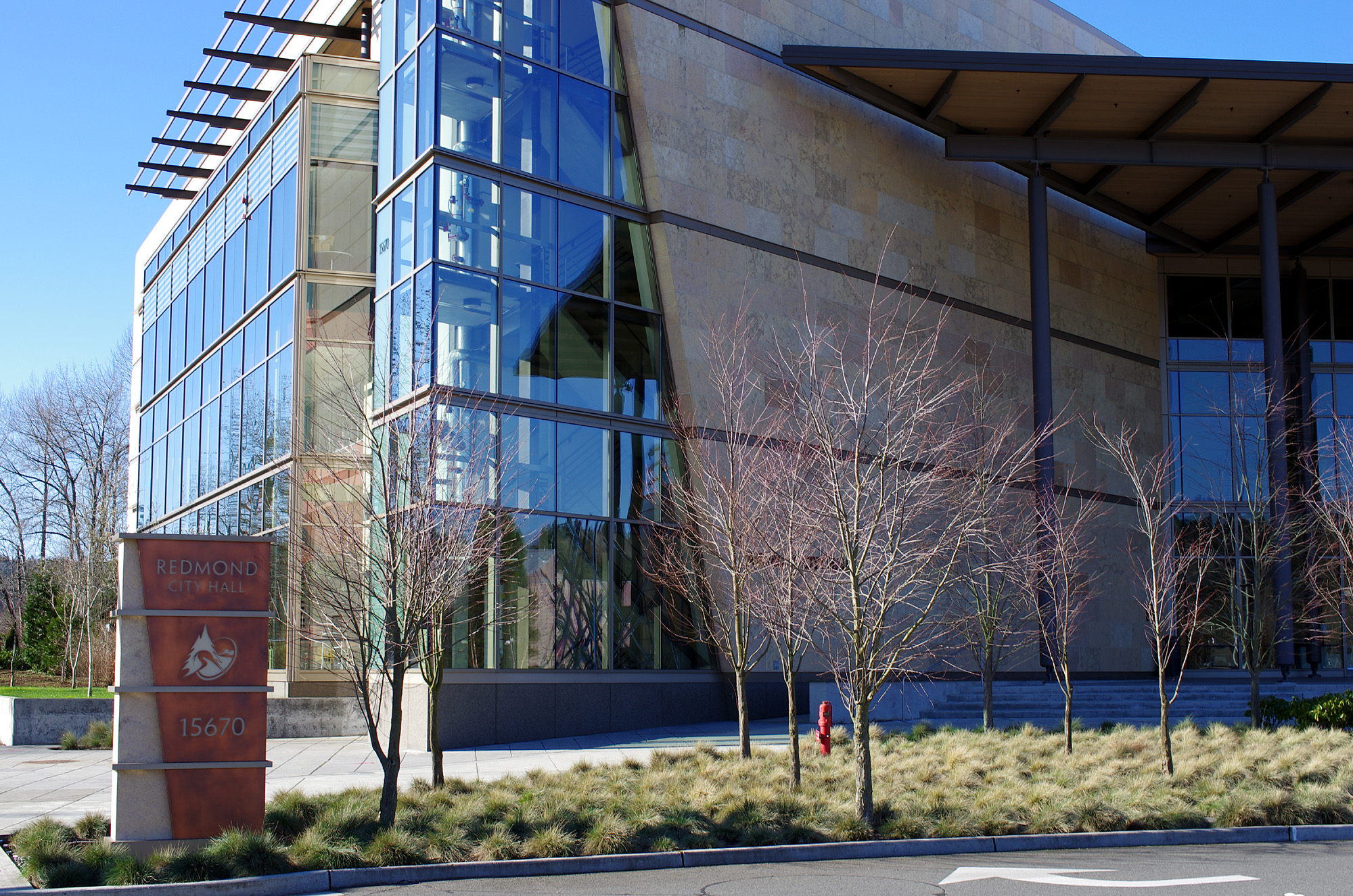
レドモンド市役所

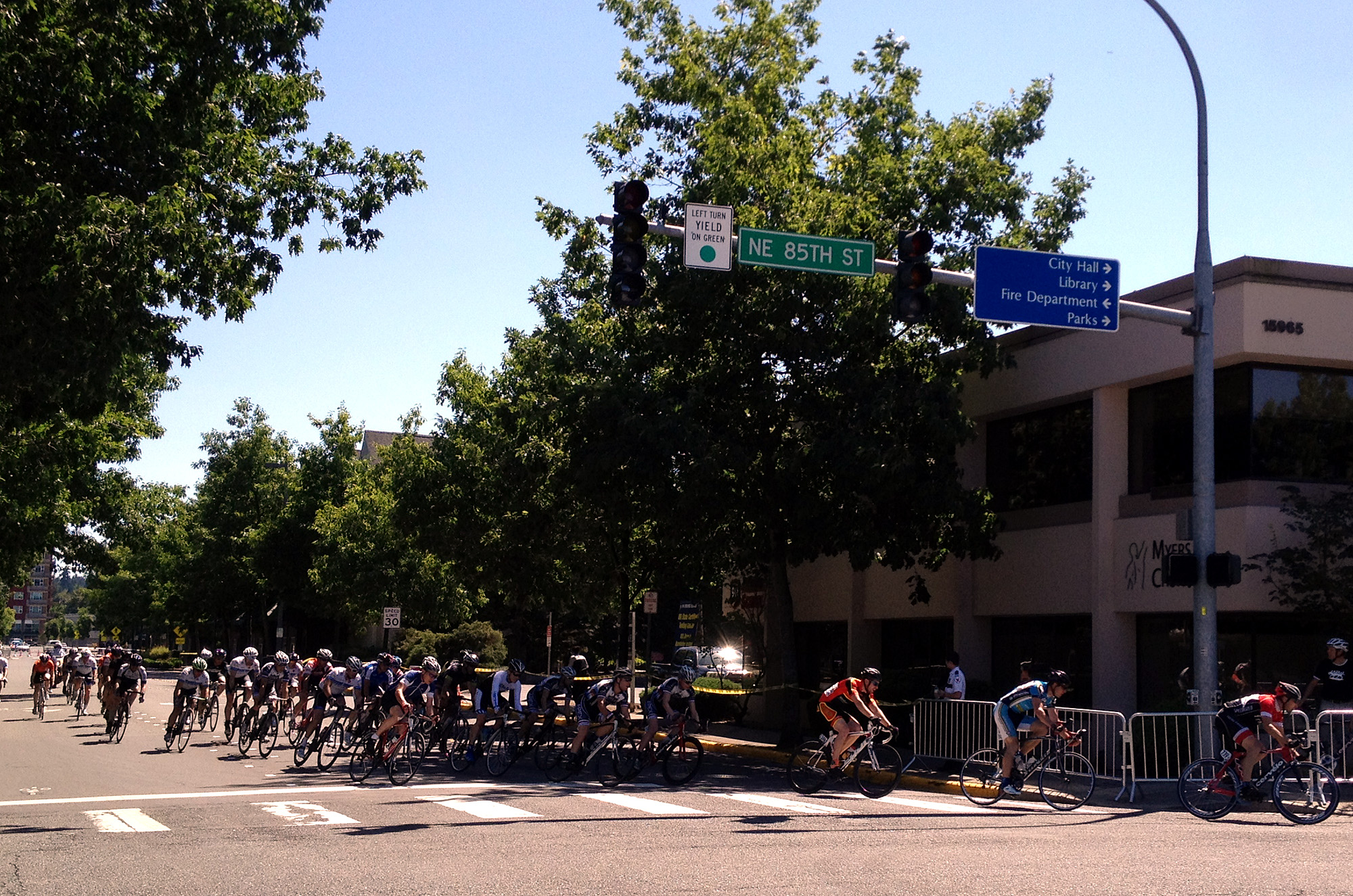
Redmond Derby Days（公道自転車レース）

レドモンド（Redmond）は、アメリカ合衆国ワシントン州のキング郡にある都市。人口は7万3256人（2020年）。イーストサイドと呼ばれるシアトルの東部郊外に位置している。
レドモンドはマイクロソフトとNintendo of Americaの本拠地として有名である。特にマイクロソフトの影響もあり、レドモンドには比較的裕福な人が多い。一人当たりの国民所得でレドモンドはワシントン州の522の地域で第20位にランクインしている。
また年に1度公道を使用して開催される自転車レースや、州内唯一の自転車競技場を有することからノースイースト地方の自転車の中心地として知られている。

## 歴史
少なくとも6000年前にはネイティブアメリカンがレドモンドに居住していたとされており、1870年代に最初のヨーロッパからの開拓者が到来した。
1870年の9月9日にLuke McRedmondがサマミッシュの沼地に隣接する土地に対してホームステッド法の適応を申請し、その翌年Warren Perrigoはその隣接地を占領した。川には非常に多くの鮭が生息していたことから、開拓地は当初Salmonbergと名づけられていた。更なる開拓者の到来とともに1881年には最初の郵便局が設置され、同時にMelroseへとその名称が変更された。Melroseという名前はWarren Perrigoにより運営されていたMelrose Houseという宿泊施設が成功したことによるものである。これはLuke McRedmondが権力を握る妨げとなっていたが彼が郵便局長となった後、1883年についに彼はその名称をRedmondへと変更するための申請を行うことに成功した。
レドモンドの豊富な森林や魚は伐採者や漁師に雇用機会を提供し、そのような労働者による需要が商人を呼び込んだ。1889年にSeattle Lake Shore & Eastern鉄道が町の中心部に駅を設置したことにより、林業は著しい発展を遂げた。レドモンドの土地区画図は1891年の3月11日にはじめて規定され、これは現在のダウンタウンの領域を完全に含んだものであった。人口が300人に達した後、1912年の12月31日にレドモンドは独立自治体となった。
レドモンドの経済は1920年の転換期を迎え低迷を迎えることとなった。禁酒法により酒場は閉店を余儀なくされ、市税の収入の大部分を失う要因となった。また過度の森林伐採が原因となり伐採者が徐々に減少していったことにともない、木材工場の閉鎖が相次いだ。しかしながら幸運なことに伐採された土地は農業に適したものであったため、農業がレドモンドの主要な産業となったことで、世界大恐慌の間も居住者は職を維持することが可能であった。
レドモンドは第二次世界大戦後に本格的に発展しはじめ、市町村合併により1951年から1967年にかけてその面積は約30倍に成長した。ワシントン湖を横断するエバーグリーン浮動橋が1963年に開通したことにより、レドモンドはシアトルの郊外としてより発展していくこととなった。1978年のアメリカ合衆国国勢調査局による調査では、レドモンドは州内で最も著しく発展している地域であると公表された。
1986年2月26日マイクロソフト は本社をベルビュー市からレドモンド市に移転した。その他にも多くのテクノロジー関連企業がレドモンドに本社を置いたことによって、その人口増加による需要が更なる商業施設の増加を促し、1990年代に最もそれは顕著であった。市内の主要な商業施設であるレドモンドタウンセンターは最盛期であった1997年に、ゴルフ場だった場所を転用して建設された。
2000年代に入っても住宅地を中心に開発は続いており、ダウンタウンには大規模なアパートが林立している（レドモンドはビル建設に対して景観保護のため厳しい高さ制限を設けているため、ベルビューダウンタウンのような高層ビルは存在しない）。
近年では急速な発展によりスプロール現象が発生し交通量が増大したことが、都市の成長を妨げる要因となっている。通勤ラッシュ時にはSR-520のレドモンド側の起点となるAvondale Roadとシアトルダウンタウン間のたった29 kmの距離を移動するのに約2時間（平常時は約20分）を要する。これらの問題を緩和するためにSR-520やエバーグリーン浮動橋の拡張、およびSound TransitによるLink Light Railのレドモンドへの延伸が2025年に開通の予定で進められている。

## 地理
レドモンドは西にカークランド、北西にベルビュー、北東にサマミッシュと隣接している。ダウンタウンはサマミッシュ湖の北側にあり、居住地はその北部や西部に広がっている。サマミッシュ川は湖から北に向かって、市内の西側の境界線に沿うようにして流れている。
レドモンドは北緯47度40分10秒 西経122度07分26秒 / 北緯47.669414度 西経122.123875度.に位置している。

## 人口動勢
2010年の国勢調査によると、人口は54,144人である。
世帯主の収入の中央値は$66,753であり、世帯の収入の中央値は$78,430である。男性の収入の中央値は$58,112で、女性は$37,200である。不労所得の中央値は$36,233である。約3.3%の世帯及び人口の約5.5%は貧困層であり、これらは6.3%の18歳以下及び6.5%の65歳以上の人を含む。
昼間人口の増加率は111.4%で、これは全米で1番の増加率であり、午前9時から午後5時までの間は約11万人以上がレドモンドに滞在している。

## 経済

### 産業

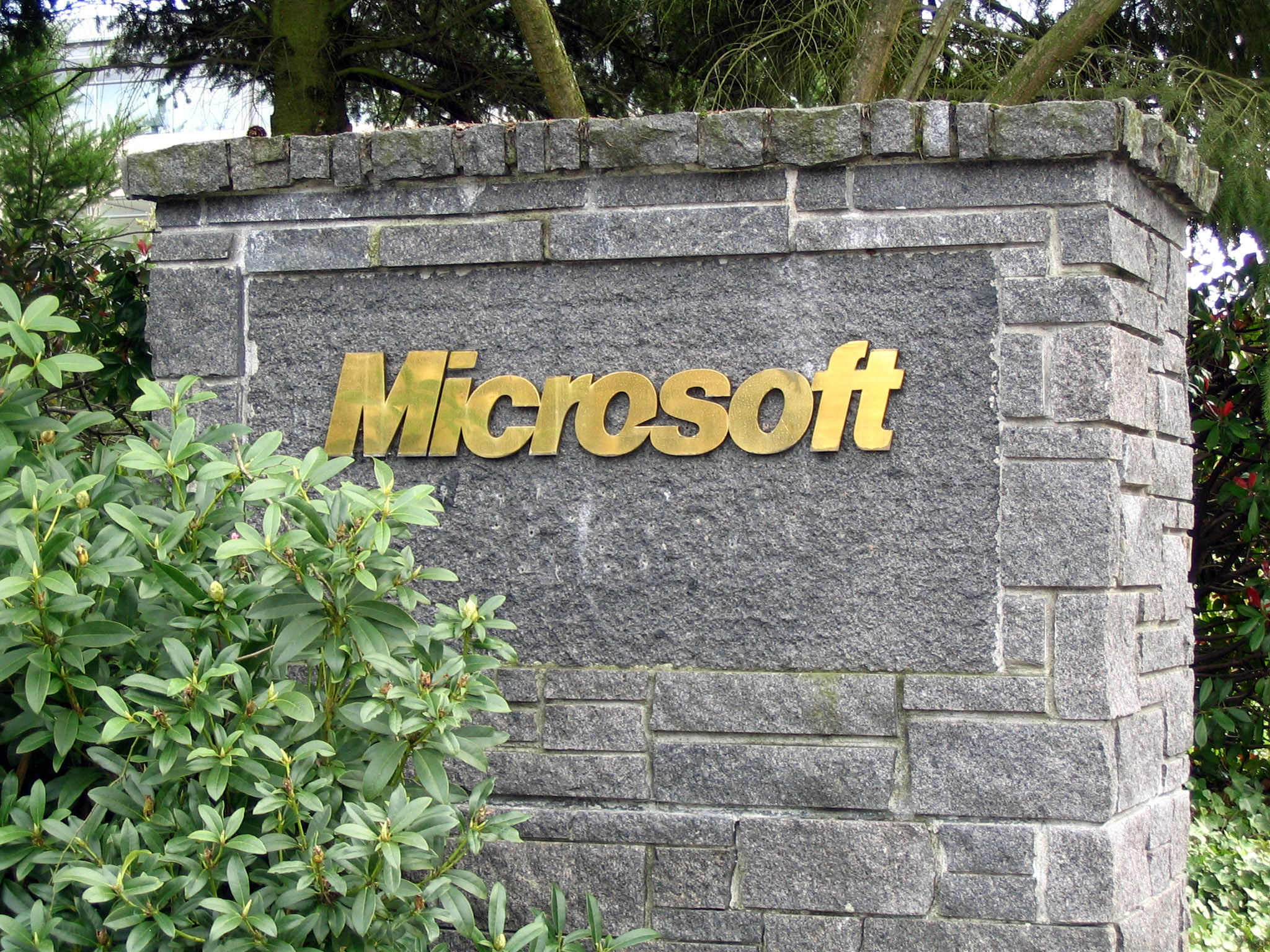
マイクロソフト キャンパスの入口

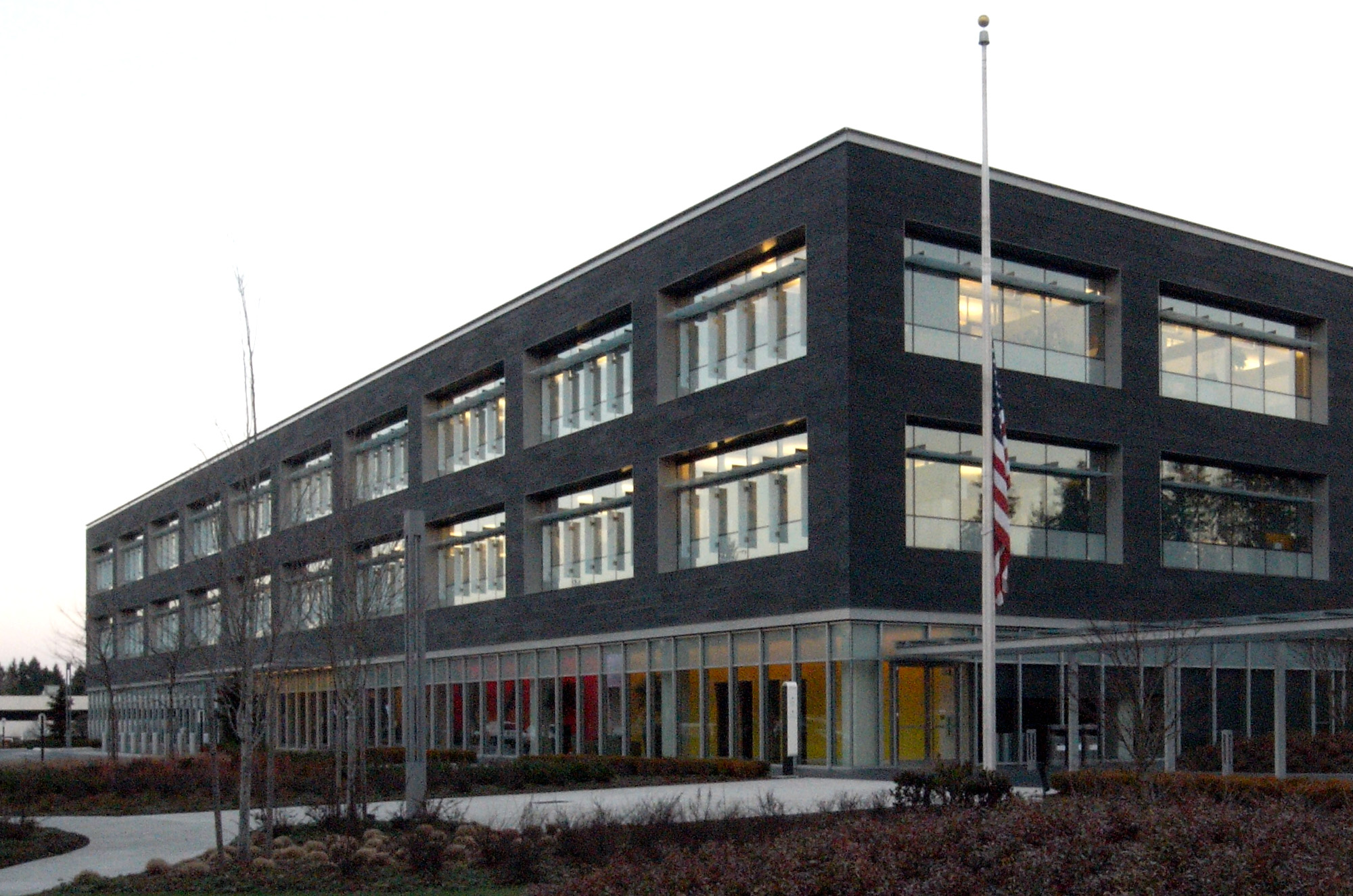
Nintendo of America

ハイテク産業の各ある企業のなかで幾つかの企業はレドモンドに本拠を構えている。その中で最も大きな雇用主はマイクロソフトであり、1986年にその本社をレドモンドに移転してきた。
75万平方メートル以上の敷地を持ち現在も拡大中である。敷地に100以上の施設があり、それが大学のキャンパスの様に見えるのでMicrosoft campus（マイクロソフト キャンパス）と呼ばれている。
ベルビューなどの近隣の市とは異なり、レドモンドは事業・職業税を課していない。
しかし産業の発展のために交通状況を改善することを目的として、正社員1人あたり$55のビジネスライセンス料を課すことが1996年に決定され、2022年現在ではこれは$122.00となっている。
以下はレドモンドの2020年度 Comprehensive Annual Financial Report の調査による市内の主な雇用主である。
| 順位 | 雇用主                            | 従業員数(正社員) |
| ---- | --------------------------------- | ---------------- |
| 1    | マイクロソフト                    | 40,646           |
| 2    | Terex                             | 2,282            |
| 3    | Facebook                          | 1,317            |
| 4    | Lake Washington School District   | 1,294            |
| 5    | Eurest Dining Service @ Microsoft | 1,269            |
| 6    | Nintendo of America               | 877              |
| 7    | ハネウェル                        | 748              |
| 8    | CBRE                              | 725              |
| 9    | レドモンド市役所                  | 713              |
| 10   | ユナイテッド・パーセル・サービス  | 636              |

### 主な企業

#### レドモンドに本社を置く主な企業
- Data I/O（英語版）
- Emurasoft （英語版）
- Genie Industries（英語版）
- マイクロソフト
- Nintendo of America
- Physio-Control
- Solstice（英語版）
- Univar（英語版）
- Visible.net（英語版）
- Wild Tangent（英語版）

#### レドモンドに支店を置く主な日系企業
- NTT America
- NTTコミュニケーションズ
- NTTデータ
- Kubota Membrane USA Corporation
- ケイミュー
- Nico Nico, Inc.
- 日本水産
- Paris MIki Inc.
- フクダ電子

### 商業

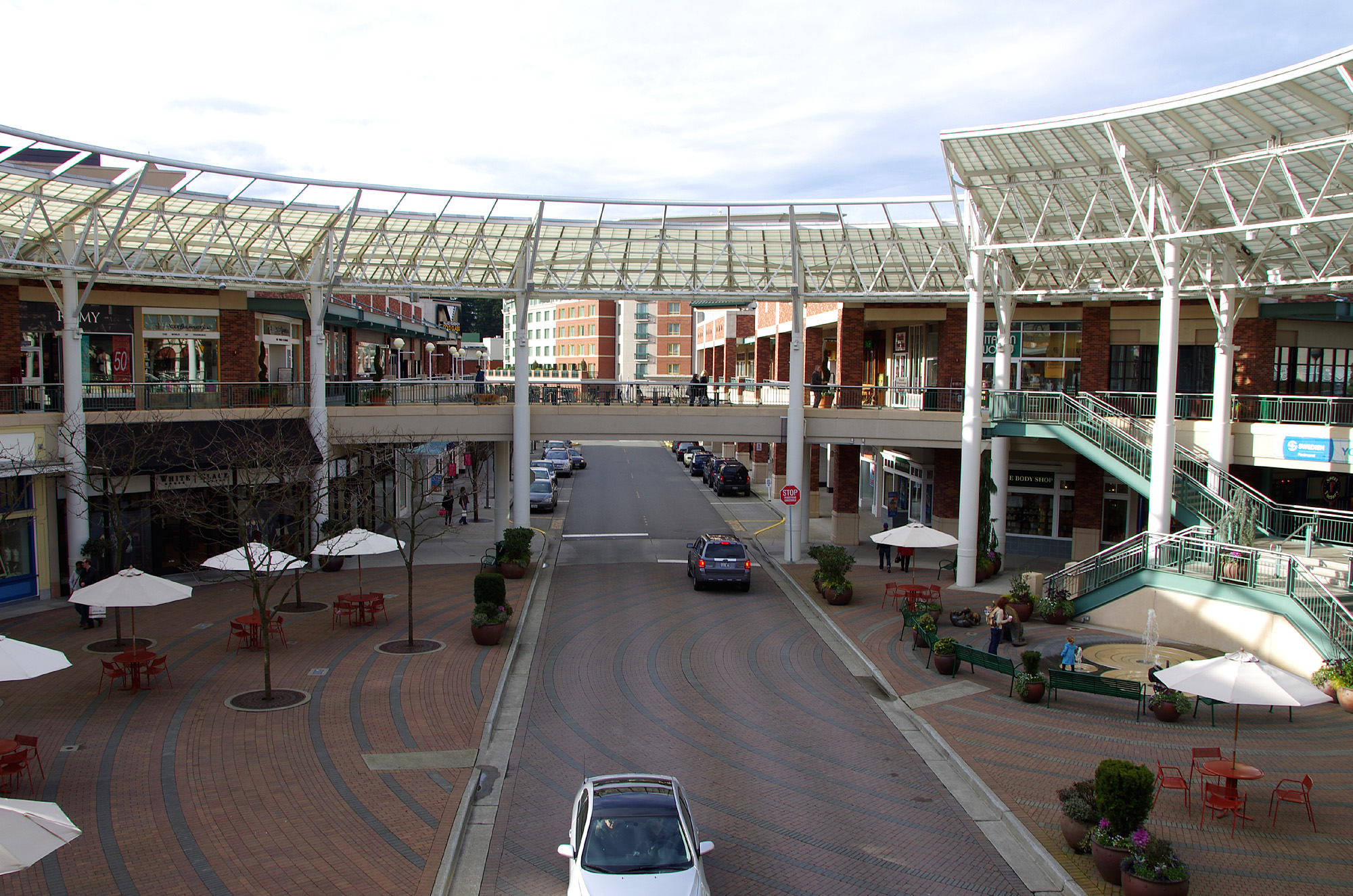
レドモンドタウンセンター

ダウンタウンにはショッピングモールや商店、飲食店等が154th Ave NEから180th Ave NEにかけて広がっている。
オーバーレイクにもベルビューにまたがるショッピングエリアが形成されている。

#### 主な商業施設

##### レドモンドダウンタウン
- Redmond Town Center (主なテナント: Petco, iPic Theaters等)
- Redmond Center (主なテナント: QFC, Staples（英語版）, Trader Joe's等)
- Bella Bottega Shopping Center (主なテナント: QFC, Regal Cinemas, Bartell Drug等)
- Bear Creek Shopping Center (主なテナント: Safeway, ROSS等)
- Redmond Square
- Value Village
- Creekside Crossing (主なテナント: Overlake Mefical Clinic, Baskin Robbins等)
- Fred Meyer
- Kohl's
- Target
- The Home Depot
- Whole Foods Market

##### オーバーレイク
- Overlake Fashion Plaza (主なテナント:  Safeway, Bank of America等)
- Overlake East (主なテナント: Macy's Furniture Gallery, Performance Bicycle Shop等)
- Marshalls
- Office Depot

## 交通
現在市内で運行されている公共交通機関はバスのみである。2025年にはリンク・ライトレール2号線がオーバーレイクトランジットセンターまで延伸されることが決定しており、これにあわせてSR-520に沿うようにしてオーバーレイクビレッジにも駅が設置される。また、将来的にこの路線はレドモンドダウンタウンまで延伸される予定である。

### バス

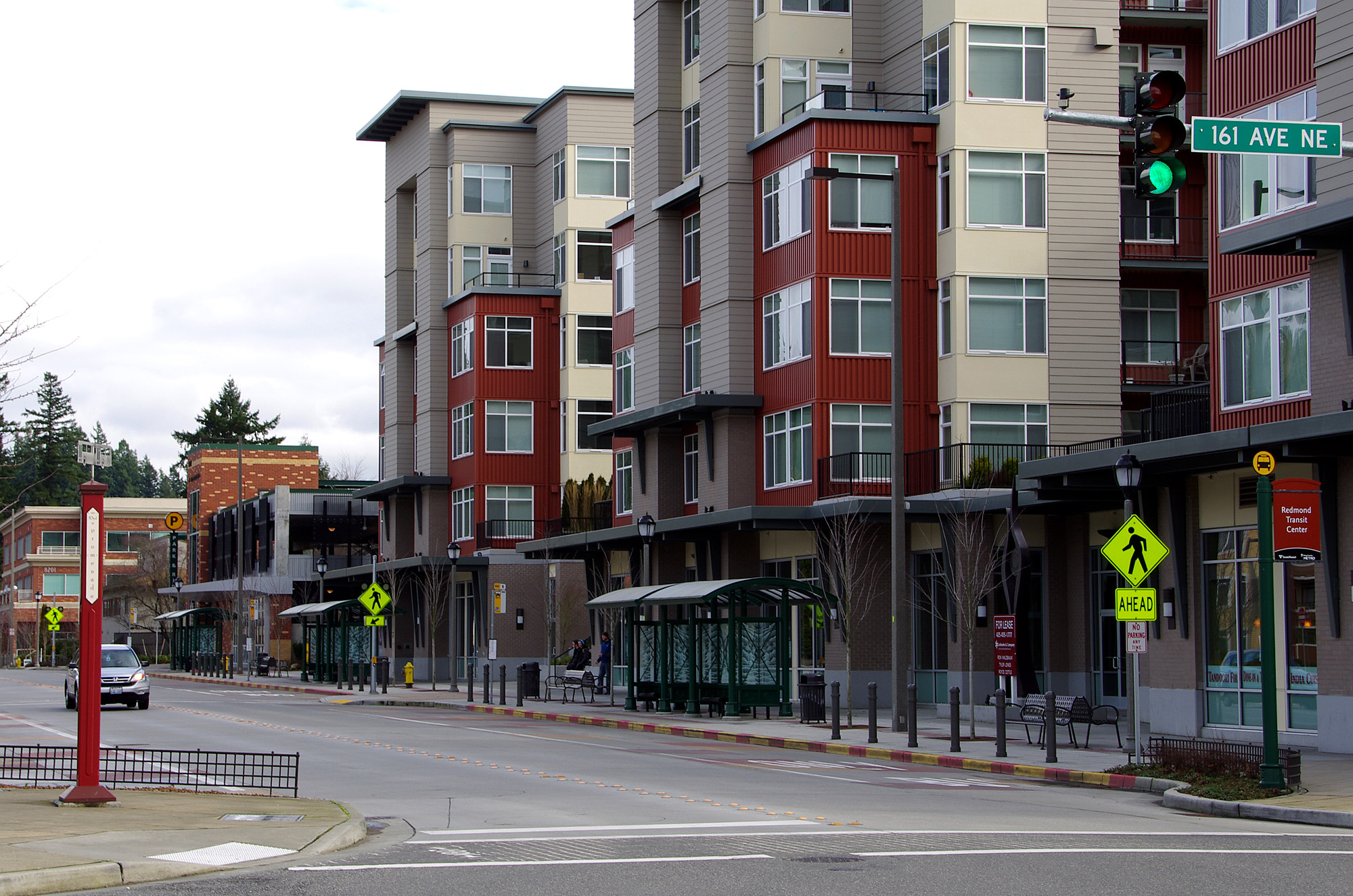
Redmond Transit Center

市内ではキング郡メトロ及びサウンド・トランジットによりバスが運行されている。
レドモンドトランジットセンター及びオーバーレイクトランジットセンターを中心に市内各地、及び周辺の各市とを結ぶ便が数多く運行されている。
上記トランジットセンターに加え、Bear Creek ParkやOverlake Park and Ride等の主要なバス停ではパークアンドライドのための駐車場が整備されている。
トランジットセンターや、SR-520や148th Ave NEなどの主要な通り沿いにある新しいタイプのバス停ではLED案内板が備えられており、これから来るバスの目的地や到着予定時刻等が案内されている。

### 道路

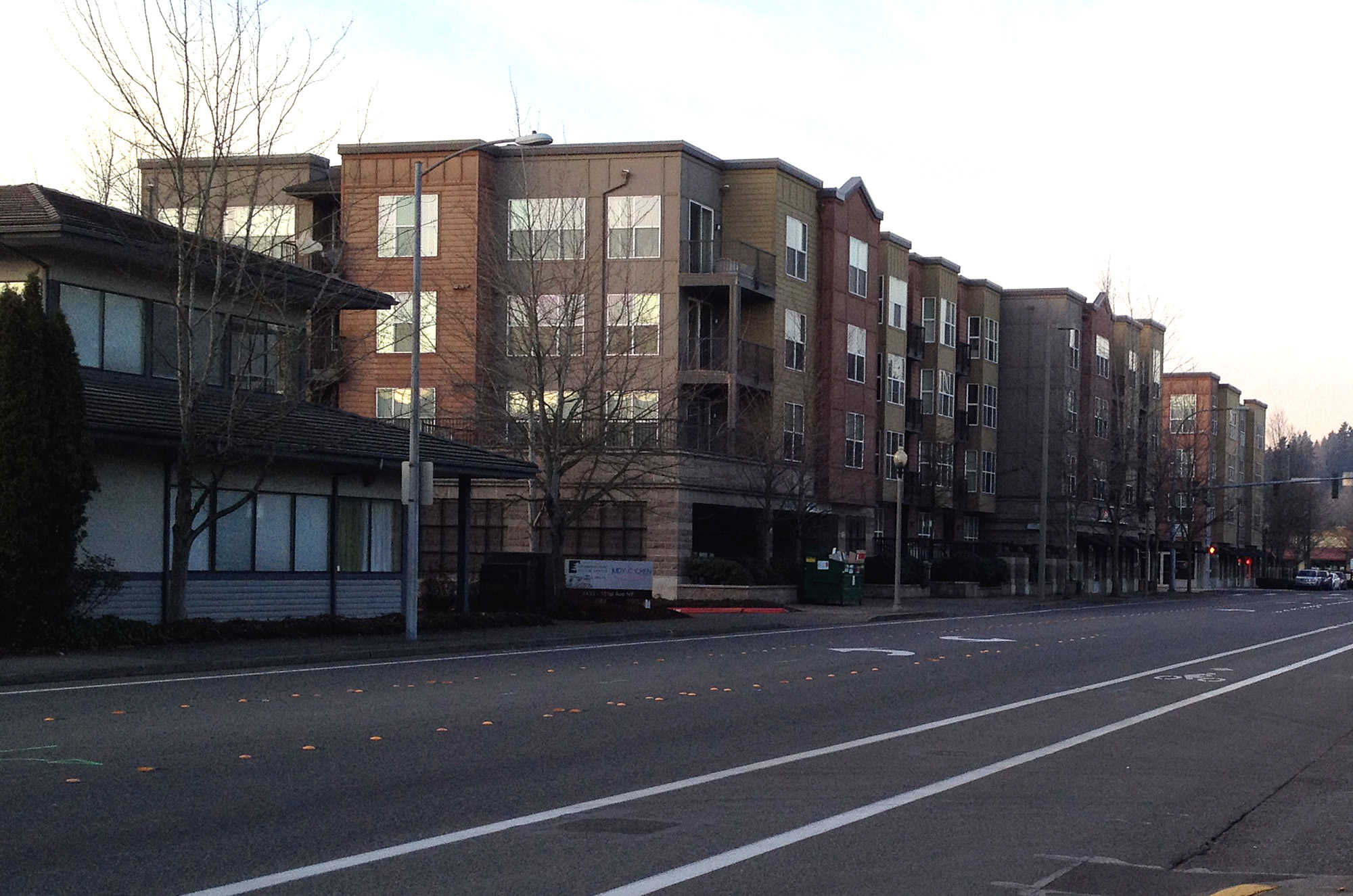
自転車用レーン

市内にはベルビューやシアトルを結ぶフリーウェイのSR-520が南北方向の主要な軸となっている。SR-520はノースイースト・ユニオン・ヒル・ロードとの合流点でエイボンデール・ロード・ノースイーストとなりやがてはノースイースト・ノヴェルティヒル・ロードと分岐して新興住宅地であるレドモンド・リッジとを結んでいる。
またカークランドとはレドモンド・ウェイで結ばれており、これはウッディンビルから続くSR-220とダウンタウンで合流してサマミッシュやユニオン・ヒル＝ノヴェルティ・ヒルと繋がっており、これらが東西方向の主要な軸となっている。
主要な道路には自転車用レーンが整備されており、多くのサイクリストに利用されている。

## 公園及びレクリエーション施設
市内には合わせて5.4km²を超える47の公園が存在する。
これらの公園の多くにはピクニック用のテーブルやスポーツ用のフィールドを備えている。
市内に存在する最大の公園は、キング郡内で最も有名な2.6km²のMarymoor Parkだが、これはレドモンドではなくキング郡によって管理されている。
この公園内にはロッククライミング用の設備やラジコン模型航空機のための領域、約200㎡のオフリーシュ•ドッグパーク、アウトドア•シアター（野外劇場）、野球場、サッカー•フィールド、テニス•コート、クリケット•フィールド、遊具、コミュニティーガーデン、毎年9月にFSA Star Crossed - Redmond シクロクロス大会が催される自転車競技場などが備えられている。
また市内には総延長95kmを超える整備されたトレイルがあり、ハイキングやサイクリング、乗馬等に利用されている。
市内を南北に縦断するサマミッシュ川の東岸にある16.3 kmのSammamish River TrailはPSE Trailに繋がっており、
ボセルのBurke-Gilman TrailやEast Lake Sammamish Trailにも繋がっている。
市の北にはキング郡が管理するSixty Acres Parkがあり、夏から秋にかけてはサッカーで、冬にはラジコン模型航空機や模型グライダーのために利用されている。

## 教育
レドモンドはカークランドやサマミッシュ、ウッディンビルにまたがるLake Washington School Districtの一部である。
市内には10校の公立小学校と(Alcott, Audubon, Dickinson, Einstein, Mann, Redmond, Rockwell, Rosa Parks, and Rush)3校の中学校 (Redmond Middle, Evergreen Middle, Rose Hill Middle)、そして2校の高等学校 (Redmond High School, STEM School (choice))が存在する。
また私立の3校(The Overlake School (secular), The Bear Creek School (Christian – primary and secondary), the Conservatory High School (for performing arts students)が中等教育を提供している。
North Redmond (King Countyには属さない)にあるEnglish Hill neighborhoodではNorthshore School DistrictとSunrise Elementaryによって運営されている。レドモンド東部にあるレドモンドリッジはLake Washington School Districtの一部である。248thの東部からWest Snoqualmie Valley Roadに囲まれる範囲はRiverview School Districtの一部である。
DigiPen Institute of Technology とLake Washington Technical Collegeの第二キャンパスが市内に存在する。
Redmond Regional LibraryはKing County Library Systemの中で二番目に大きい。